# Irodalomtörténet (folyóirat)
Irodalomtörténet (folyóirat) (1912–1962; 1969–); A folyóirat rövidítése: It. A Magyar Irodalomtörténeti Társaság és az ELTE BTK Irodalom- és Kultúratudományi Intézetének folyóirata; Lapalapító: Magyar Irodalomtörténeti Társaság folyóirata (1912); MTA (1969). Székhely: Budapest. Periodicitása: 1940-ig változó; 1940-től negyedévente. ISNN 0324-4970

## Története
Az Irodalomtörténetet alapította a Magyar Irodalomtörténeti Társaság, amely egyetemi és középiskolai tanárokból alakult meg 1911-ben. Irodalomtörténet c. tudományos folyóiratuk az aktuális élő magyar irodalom történéseivel is foglalkozik, s követi az irodalomtudományos közleményeket a hazai sajtóorgánumokban.
Induláskor a pozitivizmus. majd a szellemtörténeti irányzat jellemezte. 1948 után a Magyar Irodalomtörténeti Társaság tagjai az egyetemi műhelyekbe vonultak vissza, s így az Irodalomtörténet szerkesztésének otthona is az egyetem lett. 1948-ban és 1956-ban nem jelent meg; 1963–1968 között szünetelt, ez utóbbi időszakban a Kritika c. folyóirat „helyettesítette”. 1969-ben újra indították új évfolyamszámozással, de folyamatosan számozzák a régi folyam szerint is, érzékeltetve a folytonosságot. Rovatai: Tanulmányok; Kisebb közlemények; Szemle.

## Állományadatok[1]
1.1912:1-10–11.1922:1-10; 12.1923:1–13.1924:1; 14.1925:1-4; 15.1926:1-6; 16.1927:1-8–27.1938:1-8; 28.1939:1-7; 29.1940:1-4–32.1943:1-4; 33.1944:1,3/4; 34.1945:1/4; 35.1946:1/2; 36.1947:1/2; 38.1949:1-2; 1950:1-4–50.1962:1-4; 51.úf.1.1969:1-4–84.34.2003:1-4; 85.35.2004:1-4; 86.36.2005:1-4; 87.37.2006:1-4; 88.38.2007:1-4; 89.39.2008:1–90.2009:1-3.

## Szerkesztői
- Pintér Jenő (1912–1914; 1917–1933)
- Baros Gyula (1914–1917; 1933–1936)
- Alszeghy Zsolt (1936–1941)
- Kozocsa Sándor (1941–1949)
- Waldapfel József (1949–1950)
- Barta János (1950–1952)
- Bóka László (1952–1962)
- Nagy Péter (1969–1992)
- Kabdebó Lóránt (1993–2007)
- Kulcsár Szabó Ernő főszerkesztő (2007–)